# Passage Abegweit
Le passage Abegweit est la plus étroite section du détroit de Northumberland entre le continent et l'Île-du-Prince-Édouard au Canada. Il ne fait que 13 kilomètres de large entre le Cap Tryon (Île-du-Prince-Édouard) et le Cap Tourmentin au Nouveau-Brunswick. Son nom provient du nom Mi'kmaq Epekwit'k qui désigne l'île et veut dire « berceau sur les vagues ».  
À cause de son resserrement, le courant peut y atteindre 4 nœuds entre les marées montantes et descendantes. Il a été choisi pour y construire le Pont de la Confédération de 1993 à 1997.